# Nicolai Budkov Kjær
Nicolai Budkov Kjær (Oslo, Noruega; 1 de septiembre de 2006) es un tenista profesional noruego. Actualmente ocupa el puesto no.287 del ranking ATP individual, el más alto de su carrera, alcanzado el 31 de marzo de 2025.
Ganó su primer torneo ATP Challenger en Glasgow 2025, donde venció a su compatriota Viktor Durasovic en la final. Actualmente es el número 3 del ranking individual noruego.
Kjær alcanzó el puesto número 1 en el ranking combinado júnior de la ITF el 15 de julio de 2024. Representa a Noruega en la Copa Davis, donde tiene un récord de victorias y derrotas de 2-4.

## Primeros años de vida
Nicolai Budkov Kjær es hijo de padre noruego y madre estonia. Vive en Bygdøy, Oslo, y entrena en Oslo Tennisarena y Wang Toppidrett.

## Carrera juniors
En 2023 llegó a la final de dobles del US Open junto al italiano Federico Bondioli, cayendo en la final ante el sueco Max Dahlin y el estonio Oliver Ojakäär, esto pese a tener dos veces punto de partido a favor.
Temporada 2024: Ascenso Meteórico en el Circuito Júnior y Consagración en Grand Slam
En 2024, llegó hasta las semifinales del Abierto de Australia Juniors 2024, tras perder en set corrido ante el que sería campeón del torneo, Rei Sakamoto. Ganó su primer título de Grand Slam Juniors en dobles masculino en el Torneo de Roland Garros 2024 junto a Joel Schwärzler, siendo el primero para un noruego, tras derrotar en set corridos en la final a la pareja conformada por Federico Cinà y Rei Sakamoto. En individual masculino ganó el Campeonato de Wimbledon de 2024, tras derrotar por doble 6-3 a Mees Rottgering, convirtiéndose en el primer noruego en ganar un título individual de Grand Slam a nivel júnior o profesional .   
En 2024, protagonizó una temporada júnior de notable éxito, consolidando su posición como una de las promesas más destacadas del circuito. Su trayectoria alcanzó un hito significativo en el Abierto de Australia Juniors 2024, donde logró avanzar hasta las semifinales. Su desempeño fue notable, a pesar de la derrota en sets corridos ante Rei Sakamoto, quien posteriormente se coronaría campeón del torneo.
Continuó su curso ascendente en el Torneo de Roland Garros Juniors 2024, donde, en colaboración con Joel Schwärzler, se alzó con el título de dobles masculino. Esta victoria marcó un hito histórico para el tenis noruego, convirtiéndose en el primer noruego en ganar un título de Grand Slam Juniors en esta modalidad. La pareja derrotó en la final a Federico Cinà y Rei Sakamoto en sets corridos.
El punto culminante de la temporada llegó en el Campeonato de Wimbledon Juniors 2024, donde  logró la victoria en individuales masculinos. Este triunfo, obtenido tras derrotar a Mees Rottgering por un doble 6-3, lo consagró como el primer noruego en ganar un título individual de Grand Slam, ya sea a nivel júnior o profesional. Durante el torneo dio muestra de su enorme potencia, cediendo solo un set en todo el campeonato.

## Carrera profesional
En septiembre de 2023, Budkov Kjær debutó en Copa Davis contra Perú . 
En febrero de 2024, sustituyó a Dominic Thiem en el Ultimate Tennis Showdown de Oslo, la novena edición del torneo. Al mes siguiente, ganó su primer título profesional en las Antalya Series de $15.000. Posteriormente, debutó entre los 1000 mejores del ranking ATP en el puesto n.° 897. Fue el primer noruego en lograrlo desde Casper Ruud en 2016. También en febrero, Kjær consiguió su primera victoria en la Copa Davis, contra el letón Davis Rolis, y en septiembre su segunda, al vencer al portugués Jaime Faria, que en ese momento ocupaba el puesto n.° 157. 
En noviembre de 2024, Budkov Kjær derrotó al ex-Top 10 Pablo Carreño en el Challenger de Montemar 2024.
En febrero de 2025, Budkov Kjær ganó su primer título ATP Challenger al derrotar a su compatriota Viktor Durasovic por 6-4, 6-3 en el Challenger de Glasgow 2025.  Este enfrentamiento fue solo la segunda vez que dos noruegos se enfrentaban en una final de Challenger, después de Christian Ruud y Jan Frode Andersen, quienes se enfrentaron en Fürth en 1998.  La victoria también significó que alcanzó un nuevo récord en su carrera, el puesto 298. 

## Títulos ATP Challenger (1; 1+0)
| N.° | Fecha                 | Torneo  | Superficie | Oponente en la final | Resultado |
| --- | --------------------- | ------- | ---------- | -------------------- | --------- |
| 1.° | 23 de febrero de 2025 | Glasgow | Dura (i)   | Viktor Durasovic     | 6-4, 6-3  |

## Títulos ITF
| Result | W–L | Fecha             | Tournament                       | Tier | Surface  | Opponent     | Score         |
| ------ | --- | ----------------- | -------------------------------- | ---- | -------- | ------------ | ------------- |
| Gano   | 1–0 | Marzo de 2024     | M15 Antalya, Turkey              | WTT  | Arcilla  | Niels Visker | 6–4, 6–3      |
| Gano   | 2–0 | Mayo de 2024      | M15 Antalya, Turkey              | WTT  | Arcilla  | Yanaki Milev | 6–1, 6–0      |
| Perdió | 2–1 | Diciembre de 2024 | M25 Antalya, Turkey              | WTT  | Arcilla  | Mika Brunold | 2–6, 6–7(7–9) |
| Perdió | 2–2 | Enero de 2025     | M25 Esch-sur-Alzette, Luxembourg | WTT  | Dura (i) | Mikael Ymer  | 1–6, 7–5, 2–6 |

## Títulos Grand Slam Junior (1; 1+1)

### Individual: 2 (1 título, 1 final)
| Result | Year | Tournament | Surface | Opponent        | Score               |
| ------ | ---- | ---------- | ------- | --------------- | ------------------- |
| Gano   | 2024 | Wimbledon  | Grass   | Mees Röttgering | 6–3, 6–3            |
| Perdió | 2024 | US Open    | Hard    | Rafael Jódar    | 6–2, 2–6, 6–7(1–10) |

### Dobles: 1
| Result | Year | Tournament    | Surface | Partner         | Opponents                  | Score         |
| ------ | ---- | ------------- | ------- | --------------- | -------------------------- | ------------- |
| Gano   | 2024 | Roland Garros | Arcilla | Joel Schwärzler | Federico Cinà Rei Sakamoto | 6–4, 7–6(7–3) |